# Sitobion microspinulosum
Sitobion microspinulosum är en insektsart. Sitobion microspinulosum ingår i släktet Sitobion och familjen långrörsbladlöss. Inga underarter finns listade i Catalogue of Life.